# Rotterdam Open 2022
Il Rotterdam Open 2022, conosciuto anche con il nome di ABN AMRO Rotterdam 2022 per ragioni di sponsorizzazione, è stato un torneo di tennis che si è disputato su campi di cemento indoor. È stata la 49ª edizione del Rotterdam Open, facente parte dell'ATP Tour 500 nell'ambito dell'ATP Tour 2022. Si è giocato nell'impianto dell'Rotterdam Ahoy a Rotterdam, nei Paesi Bassi, dal 7 al 13 febbraio 2022.

## Giocatori

### Teste di serie
| Nazione     | Giocatore             | Ranking* | Testa di Serie |
| ----------- | --------------------- | -------- | -------------- |
| Grecia      | Stefanos Tsitsipas    | 4        | 1              |
| Russia      | Andrej Rublëv         | 7        | 2              |
| Canada      | Félix Auger-Aliassime | 9        | 3              |
| Polonia     | Hubert Hurkacz        | 11       | 4              |
| Canada      | Denis Shapovalov      | 12       | 5              |
| Regno Unito | Cameron Norrie        | 13       | 6              |
| Russia      | Aslan Karacev         | 15       | 7              |
| Georgia     | Nikoloz Basilašvili   | 21       | 8              |

* Ranking al 31 gennaio 2022.

### Altri partecipanti
I seguenti giocatori hanno ricevuto una wild card per il tabellone principale:
- Tallon Griekspoor
- Andy Murray
- Jo-Wilfried Tsonga

I seguenti giocatori sono entrati nel tabellone come special exempt:
- Mikael Ymer

I seguenti giocatori sono passati dalle qualificazioni:

- Bernabé Zapata Miralles
- Henri Laaksonen
- Jiří Lehečka
- Jahor Herasimaŭ

### Ritiri
Prima del torneo
- Roberto Bautista Agut → sostituito da  Kwon Soon-woo
- Marin Čilić → sostituito da  Arthur Rinderknech
- Borna Ćorić → sostituito da  Alejandro Davidovich Fokina
- Daniil Medvedev → sostituito da  Mackenzie McDonald
- Gaël Monfils → sostituito da  Alexei Popyrin
- Jannik Sinner → sostituito da  Botic van de Zandschulp

## Partecipanti al doppio

### Teste di serie
| Nazione     | Giocatore      | Nazione     | Giovatore      | Ranking* | Testa di serie |
| ----------- | -------------- | ----------- | -------------- | -------- | -------------- |
| Croazia     | Nikola Mektić  | Croazia     | Mate Pavić     | 3        | 1              |
| Croazia     | Ivan Dodig     | Brasile     | Marcelo Melo   | 38       | 2              |
| Francia     | Nicolas Mahut  | Francia     | Fabrice Martin | 38       | 3              |
| Paesi Bassi | Wesley Koolhof | Regno Unito | Neal Skupski   | 41       | 4              |

* Ranking aggiornato al 31 gennaio 2022.

### Altri partecipanti
Le seguenti coppie hanno ricevuto una wildcard per il tabellone principale:
- Tallon Griekspoor /  Botic van de Zandschulp
- Robin Haase /  Matwé Middelkoop

La seguente coppia è passata dalle qualificazioni:
- Jesper de Jong /  Sem Verbeek

### Ritiri
Prima del torneo
- Tim Pütz /  Michael Venus → sostituiti da  Lloyd Harris /  Tim Pütz

## Punti
| Evento    | V   | F   | SF  | QF | 2T   | 1T | Q  | Q2 | Q1 |
| Singolare | 500 | 300 | 180 | 90 | 45   | 0  | 20 | 10 | 0  |
| Doppio    | 500 | 300 | 180 | 90 | N.D. | 0  | 45 | 25 | 0  |

## Montepremi
| Evento    | V        | F       | SF      | QF      | 2T      | 1T      | Q2     | Q1     |
| Singolare | €109,565 | €81,290 | €57,725 | €38,875 | €24,745 | €14,135 | €7,070 | €3,635 |
| Doppio*   | €40,050  | €30,630 | €21,210 | €14,130 | €8,250  | N.D.    | N.D.   | N.D.   |

* per team

## Campioni

### Singolare
Félix Auger-Aliassime ha sconfitto in finale  Stefanos Tsitsipas con il punteggio di 6-4, 6-2.
- È il primo titolo in carriera per Auger-Aliassime.

### Doppio
Robin Haase /  Matwé Middelkoop hanno sconfitto in finale  Lloyd Harris /  Tim Pütz con il punteggio di 4-6, 7-6(5), [10-8].